# Francisco José Montalvo y Ambulodi
Francisco José Montalvo y Ambulodi, Montalvo y Arriola (La Habana, Cuba; 18 de mayo de 1754 - Madrid; 1822) fue un militar español, político y administrador virreinal. Hijo de Lorenzo Montalvo Ruiz de Alarcón y Montalvo I Conde de Macuriges y Teresa de Ambulodi y Arriola. Consejero de Estado, Grandes cruces de las órdenes de Isabel la Católica y de San Hermenegildo y Caballero de la Orden de Santiago (22 de enero de 1786). Desde  el año 1813 fue gobernador y capitán general del virreinato de Nueva Granada. En 1816 obtuvo el nombramiento de Virrey. 
Montalvo entró en el ejército en su juventud, sirviendo en Sudamérica y Santo Domingo. Fue teniente coronel, comandante del Regimiento Fijo de Cuba en La Habana, obtuvo el grado de Coronel en 1790, promovido al grado de Brigadier en 1795 y a Mariscal de Campo en 1811.

## Revolución Hispanoamericana
Tras la rebelión de Nueva Granada Montalvo recibió el nombramiento de jefe político superior el 30 de mayo de 1813 para hacerse cargo del reino. Tras el pronunciamiento en favor de los realistas de la ciudad de Santa Marta, Montalvo arriba a dicha ciudad el 2 de junio de 1813 transportado por el Bergantín "El Borja". Mantuvo para España la ciudad frente a dos expediciones patriotas de Cartagena de Indias que al mando del comandante Pedro Labatut se enviaron para tomarla. La guerra a lo largo del bajo Río Magdalena siguió con encarnizamiento por ambas partes, con la quema de poblaciones y ejecuciones sumarias. Más tarde durante los conflictos intestinos republicanos la ciudad de Cartagena de Indias sufrió el asedio de Simón Bolívar para someterla. En abril de 1815 retoma las ciudades de Barranquilla, Santa Cruz de Mompox y Sabanilla En el año 1815 Montalvo es ascendido a teniente general.
En el año 1816, tras la pacifiación de Nueva Granada por parte del ejército expedicionario de Pablo Morillo y la restauración absolutista de Fernando VII, Montalvo recibe el 16 de abril de 1816 el nombramiento de Virrey de Nueva Granada.

## Últimos años
El 9 de marzo de 1818, es sucedido en el cargo de virrey por Juan de Sámano y regresa a España donde es nombrado miembro del Consejo de Estado.  